# Lolo Jones
Lori »Lolo« Jones, ameriška atletinja in tekmovalka v bobu, * 5. avgust 1982, Des Moines, Iowa, ZDA.
V atletiki je nastopila na poletnih olimpijskih igrah v letih 2008 in 2012, osvojila je četrto in sedmo mesto v teku na 100 m z ovirami. Na svetovnih dvoranskih prvenstvih je osvojila zaporedna naslova prvakinje v teku na 60 m z oviramiv letih 2008 in 2010.
V bobu je nastopila na zimskih olimpijskih igrah leta 2014 in dosegla enajsto mesto v dvosedu. Na svetovnih prvenstvih je osvojila naslov prvakinje med mešanimi ekipami leta 2013.